# Международный аэропорт имени Султана Аджи Мухаммада Сулеймана
Международный аэропорт имени Султана Аджи Мухаммада Сулеймана (индон. Bandar Udara Internasional Sultan Aji Muhammad Sulaiman) (ИАТА: BPN, ИКАО: WALL), ранее — аэропорт Сепингган — международный аэропорт, обслуживающий город Баликпапан и прилегающие территории провинции Восточный Калимантан, расположенной на Калимантане, Индонезия. Новый этап развития аэропорта начался 6 августа 1997 года, когда было открыто новое здание терминала и взлётно-посадочная полоса, заменившие старые строения на том же месте. Аэропорт управляется компанией Angkasa Pura I. Площадь аэропорта составляет 300 гектаров.
Аэропорт является третьим по загруженности аэропортом на Калимантане после аэропортов Банджармасина и Понтианака. В 2018 году Международный совет аэропортов признал аэропорт вторым в мире по уровню обслуживания среди аэропортов с годовой пропускной способностью от 5 до 15 миллионов пассажиров . Учитывая многочисленные здания, расположенные вокруг аэропорта, и единственную взлетно-посадочную полосу, приземление в аэропорту является опасным и технически сложным для пилотов.

## История

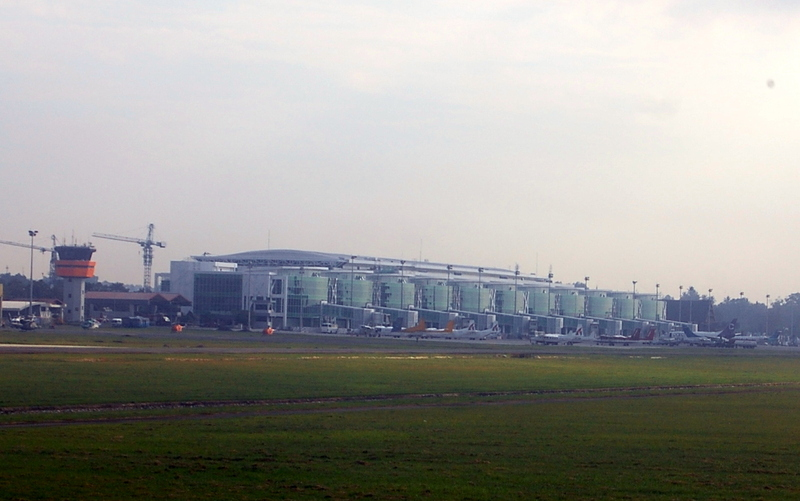
Действующий терминал, во время постройки.

Строительство международного аэропорта в Баликпапане началось в голландскую колониальную эпоху, ещё до обретения Индонезией независимости. Он использовался в основном для деятельности голландской нефтяной компании в районе Баликпапана. Вскоре аэропорт был национализирован и стал коммерческим после того, как в 1960 году он был передан управлению гражданской авиации Индонезии. 9 января 1987 г. аэропорт был окончательно передан в управление Angkasa Pura.
Аэропорт реконструировался дважды с 1991 по 1997 год. Первый этап начался в 1991 году и завершился в 1994 году и включал реконструкцию рулёжной дорожки, пассажирских и грузовых терминалов и удлинение взлётно-посадочной полосы. В 1995 году правительство Индонезии объявило аэропорт пятым индонезийским аэропортом, используемым для хаджа. Он стал обслуживать остров Калимантан, который также включает провинции Западный Калимантан, Центральный Калимантан и Южный Калимантан. Второй этап реконструкции начался в 1996 году и включал ремонт ангаров, складов топлива и административных зданий. Второй этап был завершён, и в 1997 году аэропорт начал работу с новыми зданиями и сооружениями.
Хронология развития аэропорта:
- До обретения независимости: использовался голландской нефтяной компанией Bataafse Petroleum Maatschappij[15].
- 1960: Аэропорт передан Управлению гражданской авиации, именуемому в дальнейшем Генеральным управлением гражданской авиации.
- Январь 1987: Управление аэропортом передано в Angkasa Pura.
- 1991: Начата реконструкция объектов аэропорта (этап 1).
- Август 1993 г.: Начало испытаний аэропорта.
- Сентябрь 1993 г.: Официальное открытие реконструированной части.
- 1995: Официально получил статус как 5-й аэропорт для хаджа.
- 1996–1997: Начат 2 этап реконструкции объектов аэропорта.
- Август 1997 г.: Аэропорт официально открыт вторым президентом Индонезии Сухарто.
- Июль 2011 г.: Начало строительства нового пассажирского терминала.
- 2012: Начат перевод грузового терминала в новое здание.
- 2012: Административный, финансовый и коммерческий отдел переведены в новые офисы в новое двухэтажное здание.
- Март 2014 г.: Испытания нового здания терминала.
- Сентябрь 2014 г.: Новое здание терминала официально открыл шестой президент Индонезии Сусило Бамбанг Юдойоно[16].

### Новый терминал
Новый терминал с пропускной способностью 10 миллионов пассажиров в год, прошёл испытания 22 марта 2014 года. Он занимает площадь 110 000 м2. Объём инвестиций составил 2 триллиона рупий (178 миллионов долларов США). В 2013 году аэропорт преодолел предел пропускной способности в 1,7 млн человек, обслужив 7,1 миллион пассажиров. Новый терминал официально открылся 15 сентября 2014 года. Новый терминал оборудован водоочистной установкой, 11 телескопическими трапами, 74 стойками регистрации, 8 конвейерными лентами, перроном площадью 140 900 м2, системой кондиционирования воздуха и многоэтажным паркингом на 2300 мест.
В 2018 году Angkasa Pura сообщила, что аэропорт неэффективно расходует электроэнергию. Он расточительно относится к кондиционированию воздуха, потребляя около 4 мегаватт каждый день, что составляет более 50 процентов от всех эксплуатационных расходов .
Здание парковки также имеет высокие энергетические недостатки из-за своей конструкции. Аэропорт также оказывает негативное воздействие на окружающую среду с точки зрения образования отходов. Он ежедневно образуется около 12 тонн мусора.

## Статистика
Данные из запроса в Викиданные.
| Год  | Пассажиропоток | Грузопоток (кг) | Воздушное движение |
| ---- | -------------- | --------------- | ------------------ |
| 2002 | 1.393.336      | 16.970.449      | 33.972             |
| 2003 | 1.861.090      | 15.474.688      | 40.192             |
| 2004 | 2.202.668      | 10.082.364      | 40.165             |
| 2005 | 2.453.437      | 28.698.218      | 42.940             |
| 2006 | 2.872.768      | 23.813.496      | 43.854             |
| 2007 | 3.165.211      | 26.079.637      | 45.520             |
| 2008 | 3.576.380      | 27.176.427      | 47.799             |
| 2009 | 4.311.322      | 31.261.716      | 49.794             |
| 2010 | 5.105.031      | 37.972.878      | 57.109             |
| 2011 | 5.680.961      | 45.124.687      | 63.389             |

## Галерея

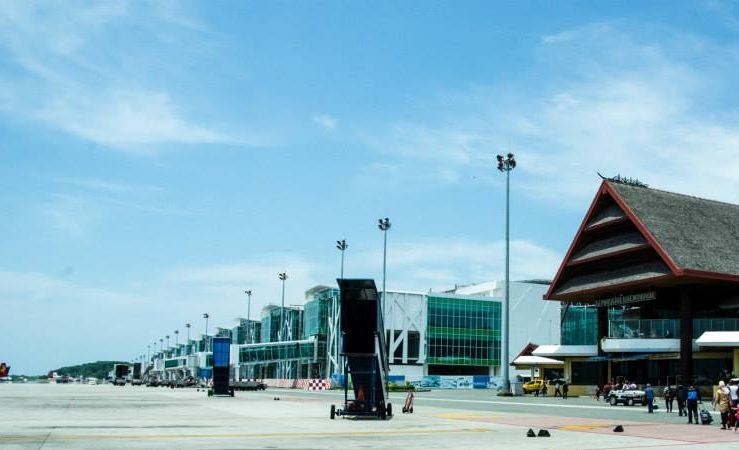
Старый и новый терминал аэропорта.
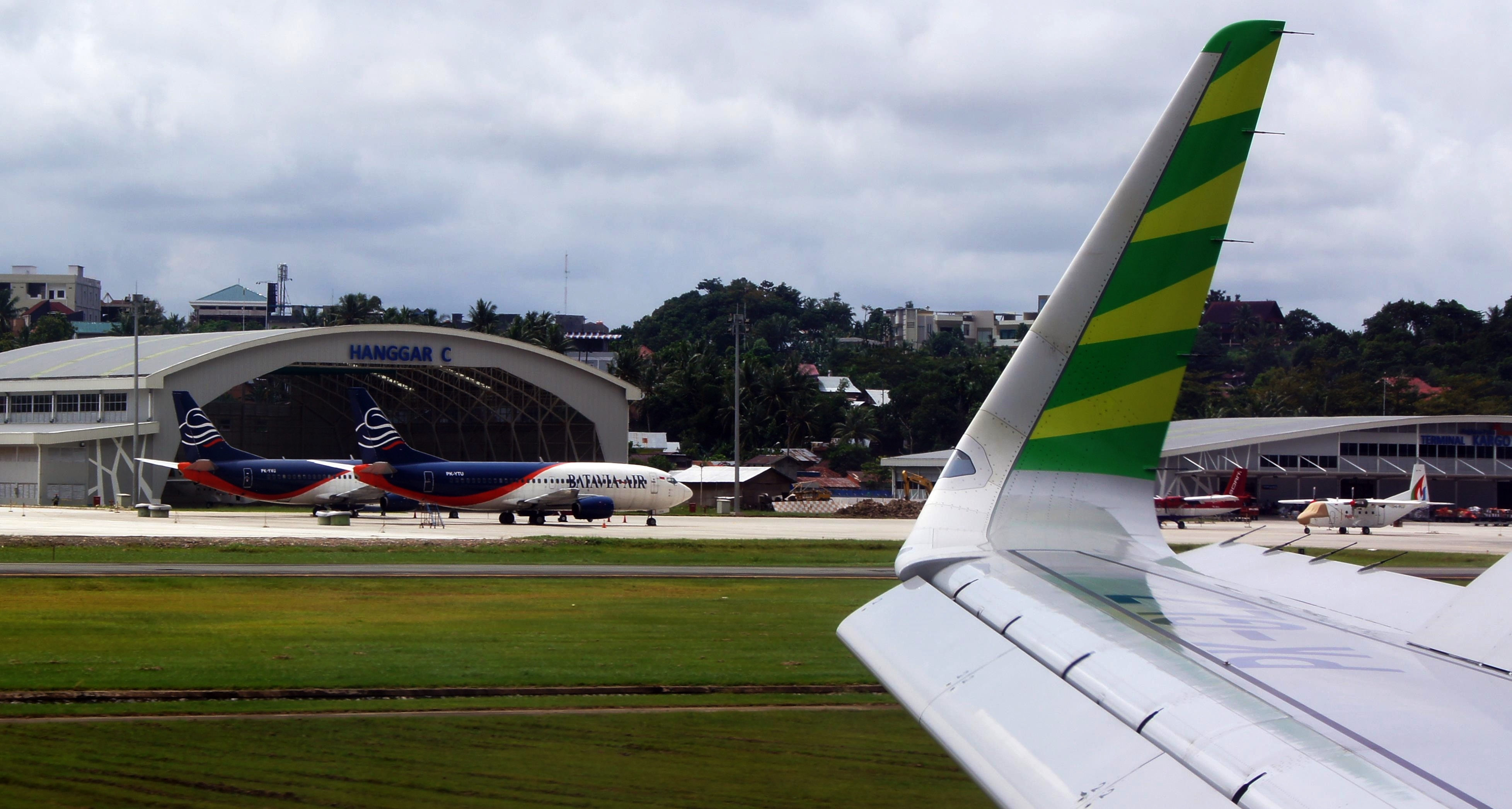
Ангар и самолёты Batavia Air, снято с борта самолёта Citilink, 2014.
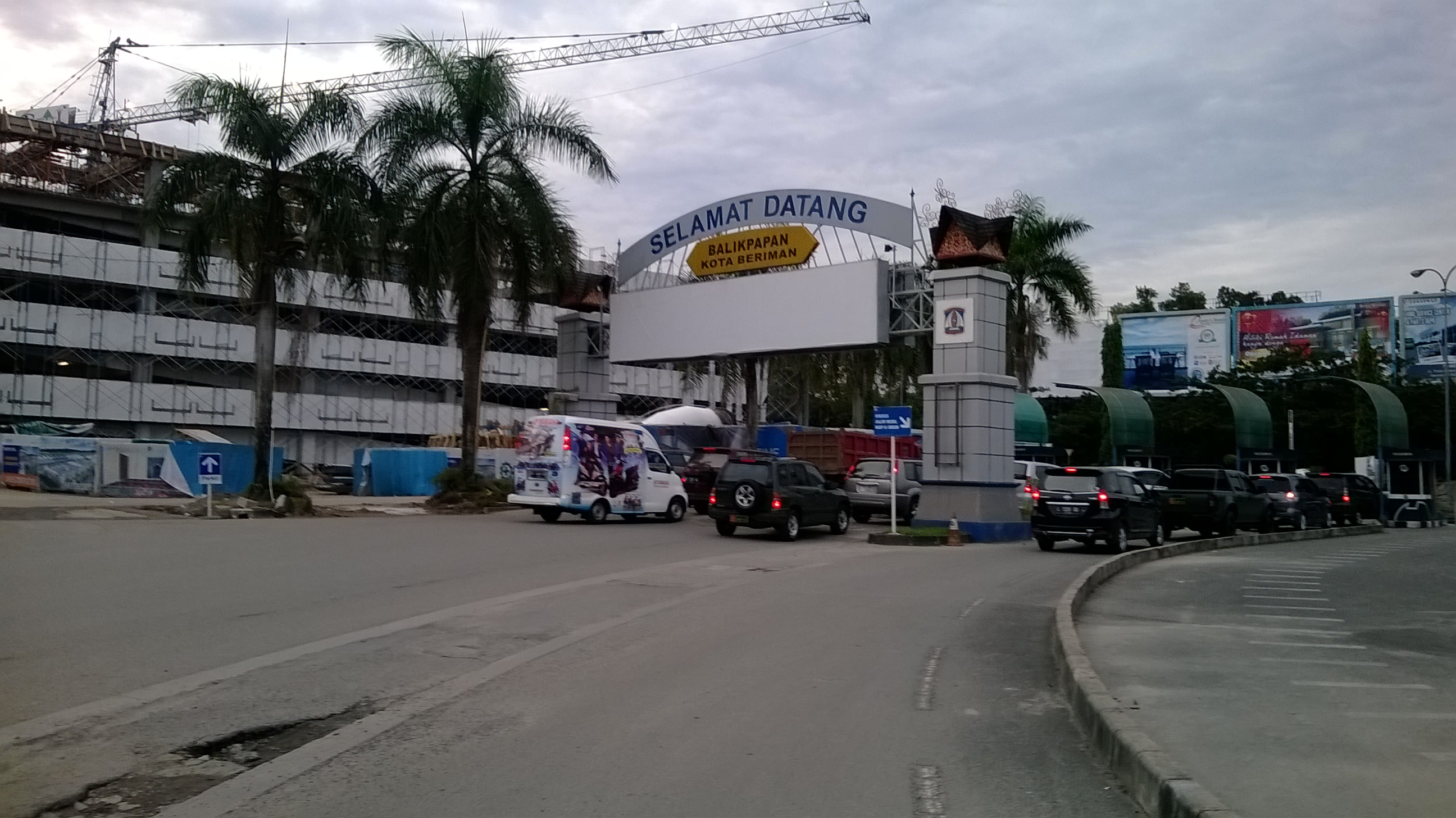
Sepinggan Airport Gate
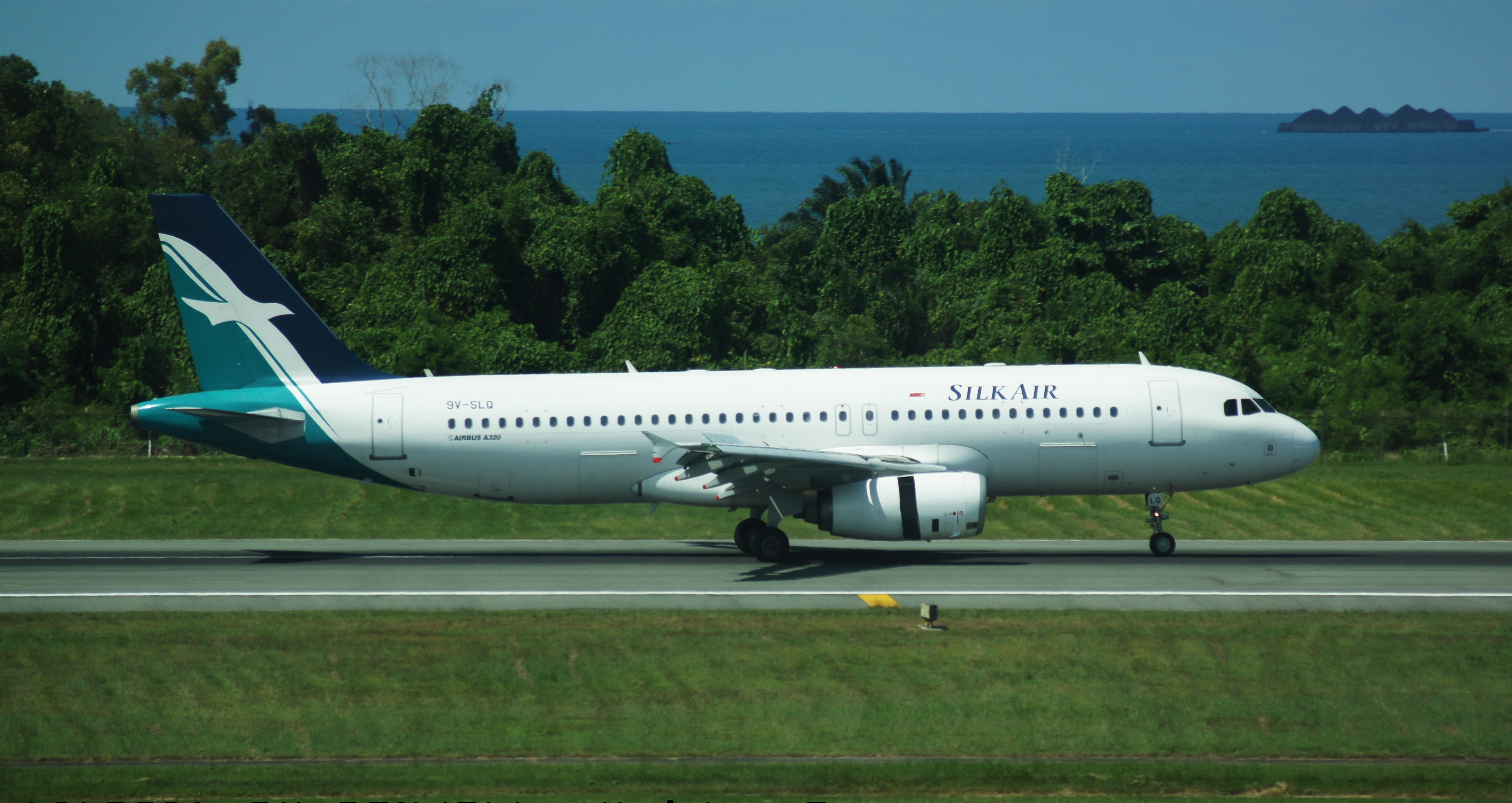
Airbus A320-232 авиакомпании Silk Air
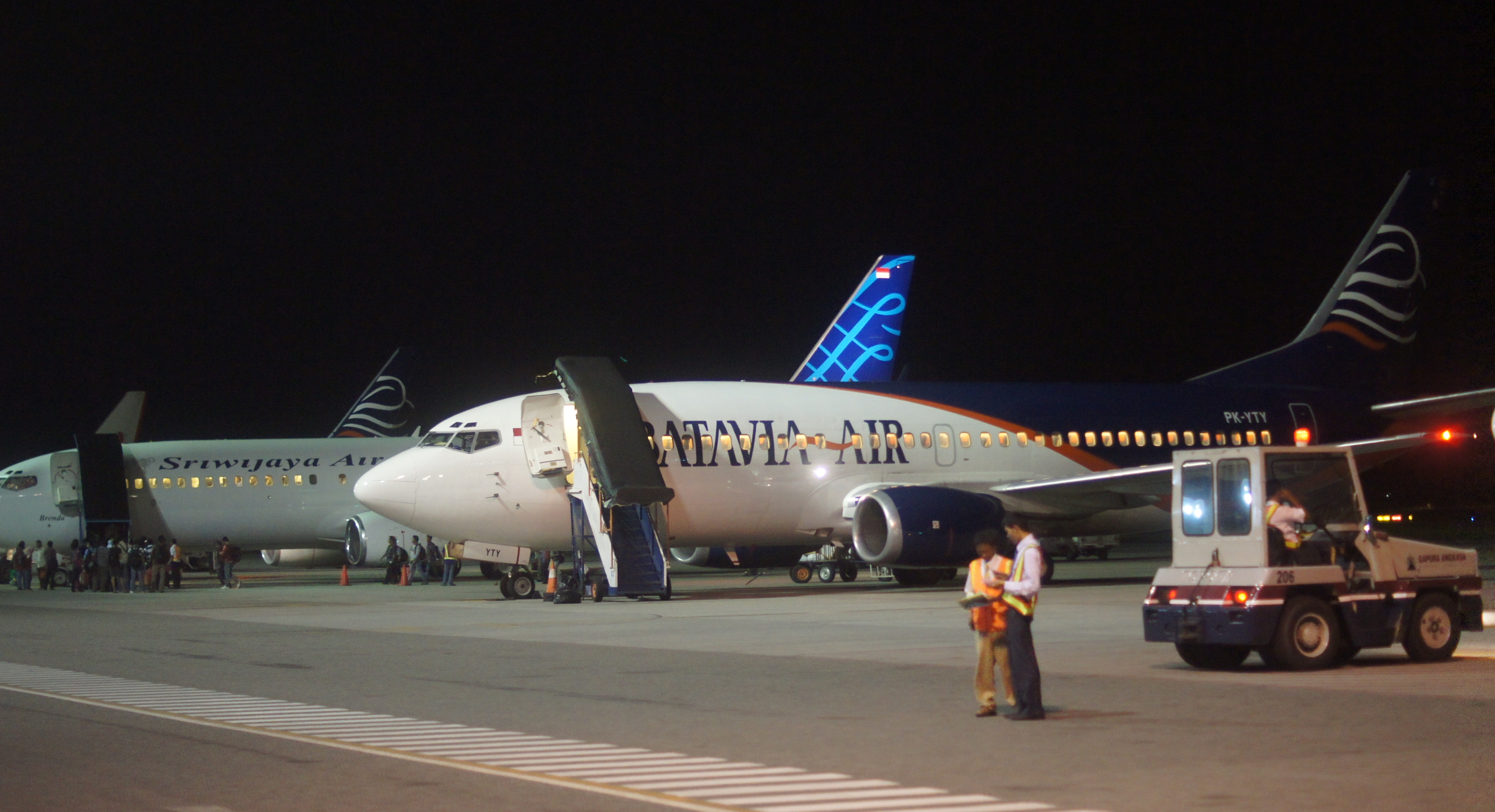
Boeing 737-3B7 Batavia Air, 2012.
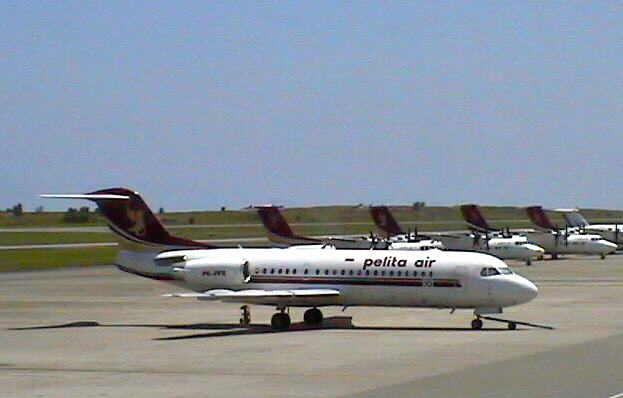
Fokker F-28 Fellowship авиакомпании Pelita Air, 2001 год.
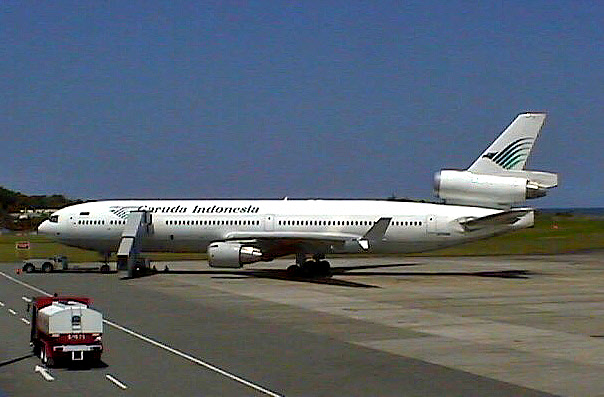
McDonnell Douglas MD-11 Garuda Indonesia, 2001 год.

## Авиакатастрофы и происшествия
- 4 июля 1988 года Vickers Viscount авиакомпании Bouraq Indonesia Airlines был повреждён и не подлежал ремонту, когда правый борт и переднее шасси разрушились во время приземления с попутным ветром[34].